# Anna Larina (écrivaine)
Ne doit pas être confondu avec Anna Larina.
Anna Larina (27 janvier 1914 - 24 février 1996) est une écrivaine russe. Elle était l'épouse de Nikolaï Boukharine.

## Biographie
Après la mort de ses parents en 1919, elle est adoptée par sa tante maternelle, épouse de Iouri Larine, dirigeant de l'OZET.  Elle grandit entourée par plusieurs personnalités de la Révolution russe, dont Boukharine. Elle l'épouse en 1934 et ils ont un fils, Iouri, en 1936.
En 1937 Anna Larina est arrêtée par le NKVD peu apres l'arrestation de son mari, Boukharine, accusé d'espionnage, d'avoir voulu organiser des révoltes de Koulaks, et d'avoir voulu comploter contre Staline. Avant leur séparation, il lui fait apprendre par cœur son testament, dans lequel il demande aux futures générations de leaders communistes de le réhabiliter . Ce testament n'a pas été publié avant 1988.
En septembre 1938, Anna Larina est envoyée au goulag. Elle passe près de vingt ans dans les prisons internes du NKVD, les isolateurs politiques, les camps et finalement, la relégation. Elle est relâchée en 1953, après la mort de Staline. Elle demeure néanmoins en exil jusqu'en 1959, année ou elle est autorisée à rentrer à Moscou.
En exil elle s'est mariée une deuxième fois et a eu deux enfants.
Elle a passé le reste de sa vie à œuvrer pour la réhabilitation politique de son mari. En 1988, Boukharine est officiellement lavé de tout soupçons.
Anna Larina meurt à Moscou et est enterrée au cimetière Troïekourovskoïe.